# George Rochberg
George Rochberg (Paterson, 5 juli 1918 - Bryn Mawr, 29 mei 2005) was een Amerikaans componist van eigentijdse klassieke muziek.

## Levensloop
Rochberg studeerde aan het Mannes College of Music te New York bij George Szell en Hans Weisse, verder aan het Curtis Instituut bij onder anderen Rosario Scalero en Gian Carlo Menotti alsook aan de Universiteit van Pennsylvania in Philadelphia. Met een studiebeurs van de Fulbright Foundation kon hij zijn studies voltooien bij Luigi Dallapiccola in Rome. Van 1951 tot 1960 was hij hoofd van de publicaties van de muziekuitgeverij Presser in New York. Vervolgens was hij voorzitter van de muziekafdeling van de Universiteit van Pennsylvania tot 1968 en bleef hier lesgeven tot 1983. Tot zijn studenten behoorden Stephen Albert, Maria Bachmann, William Bolcom, Uri Caine, Vincent McDermott, Michael Alec Rose en Robert Suderberg.

## Muziek
Na een periode van experimenteren met serialisme verliet Rochberg na de dood van zijn zoon in 1963 deze muziekstroming. Serialisme was volgens hem leeg van expressieve emotie en inadequaat om zijn treurnis en woede uit te drukken. In de jaren 70 werd hij een controversieel componist door het gebruik van tonale passages in zijn muziek. Dit werd voor het eerst zichtbaar in zijn derde strijkkwartet, een variatiewerk dat de sfeer van de late Beethoven uitstraalt, maar ook verwijzingen naar Mahler bevat. Door dit gebruik van tonaliteit schaarden de critici hem onder de neoromantieke componisten.
Van zijn seriële werken uit het begin van zijn carrière is de meest succesvolle zijn Symfonie nr. 2. Rochberg is waarschijnlijk het bekendst geworden door zijn '3e, 4, 5e en 6e strijkkwartet. Deze werken nam hij samen tot een serie genaamd Concordkwartetten. Het zesde kwartet bevat variaties op Pachelbels Canon in D.
Sommige van Rochbergs werken waren collages van quotes van andere componisten. Zijn werk Contra Mortem et Tempus bevat bijvoorbeeld passages van Pierre Boulez, Luciano Berio, Edgard Varèse en Charles Ives.
Zijn symfonieën 1, 2 en 5 en evenzo zijn Vioolconcert zijn in 2001 en 2002 door het Saarbrücken Radio Symphony Orchestra onder leiding van Christopher Lyndon-Gee opgenomen voor Naxos. Van zijn Vioolconcert bestaat ook nog een gelauwerde opname van Isaac Stern, zij het in een bekorte vorm. Rochberg droeg dit werk aan Stern op, maar herstelde later de oorspronkelijke versie in ere.

## Composities

### Werken voor Orkest

#### Symfonieën
- 1948-1957; herzien in 1977 Symfonie nr. 1
- 1955-1956 Symfonie nr. 2
- 1966-1969 Symfonie nr. 3, voor dubbel koor, kamerkoor, solisten en groot orkest
- 1976 Symfonie nr. 4
- 1984 Symfonie nr. 5
- 1986-1987 Symfonie nr. 6

#### Concerten voor instrumenten en orkest
- 1996 Klarinetconcert
- 1983 Hoboconcert, geschreven voor en tijdens de première gespeeld door Joe Robinson
- 1974 Vioolconcert, geschreven voor en tijdens de première gespeeld door Isaac Stern, met het Pittsburgh Symphony Orchestra onder leiding van Andre Previn
- 1998 Eden: Out of Time and Out of Space, voor gitaar en ensemble

#### Andere Werken
- 1954 Cantio Sacra, voor klein orkest
- 1958 Cheltenham Concerto, voor klein orkest
- 1973 Imago Mundi, voor groot orkest
- 1948 Night Music, voor groot orkest met solo cello (gebaseerd op tweede deel van zijn eerste symfonie)
- 1960 Time-Span I
- 1964-1965 Zodiac (A Circle of 12 Pieces), (orkestratie van het pianowerk Twelve Bagatelles)
- 1965-1969 Music for the Magic Theater, voor klein orkest
- Time-Span II
- Transcendental Variations, voor strijkorkest (gebaseerd op derde deel uit het strijkkwartet nr. 3)

### Werken voor harmonieorkest
- 1964 Apocalyptica, voor harmonieorkest
- 1965 Black Sounds, voor harmonieorkest

### Muziektheater

#### Opera
| Voltooid in | titel              | aktes   | première       | libretto                                                    |
| ----------- | ------------------ | ------- | -------------- | ----------------------------------------------------------- |
| 1982        | The Confidence Man | 2 aktes | 1982, Santa Fe | Gene Rochberg, gebaseerd op een novelle van Herman Melville |

#### Toneelmuziek
- 1965; herzien in 1968 Music for "The Alchemist", voor sopraan en elf spelers - première: 1968, New York

### Vocaal/koraal
- Behold, My Servant, voor gemengd koor, a capella (1973)
- Blake Songs, voor sopraan en kamerensemble (1957; herzien in 1962)
- David, the Psalmist, voor tenor en orkest (1954)
- Eleven Songs to Poems of Paul Rochberg, voor mezzosopraan en piano (1969)
- Fantasies, voor stem en piano (1971)
- Four Songs of Solomon, voor stem en piano (1946)
- Passions (According to the Twentieth Century), voor zangers, jazzkwintet, brassensemble, percussie, piano en tape (1967)
- Phaedra, monodrama voor mezzosopraan en orkest (1973-74)
- Sacred Song of Reconciliation (Mizmor L'piyus), voor bariton en orkest (1970)
- Seven Early Love Songs, voor stem en piano (1991)
- Songs in Praise of Krishna, voor sopraan en piano (1970)
- Songs of Inanna and Dumuzi, voor alt en piano(1977)
- Tableaux, voor sopraan, twee sprekers, klein mannenkoor en twaalf spelers (1968)
- Three Cantes Flamencos, voor hoge bariton (1969)
- Three Psalms, voor gemengd koor, a capella (1954)

### Kamermuziek

#### Duetten
- Duo voor hobo en fagot (1946; herzien in 1969)
- Duo Concertante, voor viool en cello (1955-59)
- Dialogues, voor klarinet en piano (1957-58)
- La bocca della verita, voor hobo en piano (1958-59); versie voor viool en piano (1964)
- Ricordanza Soliloquy, voor cello en piano (1972)
- Slow Fires of Autumn (Ukiyo-E II), voor fluit en harp (1978-79)
- Altvioolsonate(1979)
- Between Two Worlds (Ukiyo-E III), voor fluit en piano (1982)
- Vioolsonate (1988)
- Muse of Fire, voor fluit en gitaar (1989-90)
- Ora pro nobis, voor fluit en gitaar (1989)
- Rhapsody and Prayer, voor viool en piano (1989)

#### Trio's
- Piano trio's
  - Pianotrio nr. 1 (1967)
  - Pianotrio nr. 2 (1986)
  - Pianotrio nr. 3 Summer (1990)
- Trio voor klarinet, Hoorn en piano (1980)

#### Kwartet
- Strijkkwartetten
  - Strijkkwartet nr. 1 (1952)
  - Strijkkwartet nr. 2, 'met sopraan (1959-61)
  - Strijkkwartet nr. 3(1972)
  - Strijkkwartet nr. 4 (1977)
  - Strijkkwartet nr. 5 (1978)
  - Strijkkwartet nr. 6 (1978)
  - Strijkkwartet nr. 1, met bariton (1979)
- Contra Mortem et Tempus, voor viool, fluit, klarinet en piano (1965)
- Pianokwartet (1983)

#### Divers
- Kamersymfonie, voor negen instrumenten (1953)
- Serenata d'estate, voor zes instrumenten (1955)
- Electrikaleidoscope, voor amplified ensemble bestaande uit fluit, klarinet, cello, piano en elektische piano (1972)
- Quintet, voor piano en strijkkwartet (1975)
- Octet: A Grand Fantasia, voor fluit, klarinet, hoorn, piano, viool, altviool, cello en contrabas (1980)
- Strijkkwintet (1982)
- To the Dark Wood, voor blaaskwintet (1985)

### Instrumentaal
- 50 Caprice Variations,voor viool(1970)
- American Bouquet, voor gitaar (1991)

### Piano
- Arioso (1959)
- Bartokiana (1959)
- Book of Contrapuntal Pieces for Keyboard Instruments (1979)
- Carnival Music, voor piano (1976)
- Four Short Sonatas, for piano (1984)
- Nach Bach: Fantasia, voor klavecimbel en piano (1966)
- Partita-Variations, voor piano (1976)
- Sonata Seria, voor piano
- Sonata-Fantasia, voor piano (1956)
- Three Elegiac Pieces, voor piano
- Twelve Bagatelles, voor piano (1952)
- Variations on an Original Theme, voor piano (1941)